# Żuromin
Żuromin é um município da Polônia, na voivodia da Mazóvia e no condado de Żuromin. Estende-se por uma área de 11,02 km², com 8 941 habitantes, segundo os censos de 2017, com uma densidade de 803,8 hab/km².